# ゲッタウェイ (ゲーム)
『ゲッタウエイ』（TheGetaway）はソニー・コンピュータエンタテインメントヨーロッパ（SCEE）のロンドンスタジオの子会社に当たる、イギリスのチーム ソーホー（Team Soho）が開発し、SCEE（日本版ではカプコンから発売）から2002年12月に発売されたPlayStation 2用のクライムアクションゲームである。

## 概要
- 当初このゲームはPlayStation用ゲームとしてゲーム開発が行われていた。Team Sohoが1997年に開発したPlayStation用のレースゲーム『Porsche Challenge』の後継の様なゲームとしてゲーム開発が始まった。そのゲームのオープンワールドのドライビングコンセプトと『ミニミニ大作戦』にヒントを得たゲームプレイ（「Minis in a Field」というニックネーム）を統合することでゲームのアイデアを具体化していった。世界中の様々な強盗に雇うための逃走ドライバーのミッションベースのクライムカーアクションタイプのドライビングゲームであったと言う。しかし、後にPlayStation 2が登場し、開発陣はPlayStation 2で大規模なストーリー主導型のオープンワールドの可能性を目の当たりにし、ゲーム開発をPlayStation 2に移し、本作の広大なオープンワールドのロンドンが舞台のギャングスター映画さながらのゲーム開発に切り替えたと言う[1]。

- 舞台はイギリスの首都であるロンドン。そのため、タワーブリッジ、バッキンガム宮殿などの主要観光地を含むロンドンの街並みが忠実に再現されている。
- 前半の主人公はボスから殺人、護送車襲撃などを依頼されて遂行していくという内容だが、後半は主人公が刑事に変わり、証拠品押収、潜入捜査などのミッションをクリアしていく。そのため、それぞれ違う視点から同じ事件を見ることができるようになっている。また、前半の主人公は指名手配中なので、交通事故を起こすだけでも警察に追われるが、後半の主人公は警察官であるため、交通違反や事故・事件を起こしても警察に追われない。

- ミッションとフリーモードが分かれている。（フリーモードは24ある全ミッションクリア後可能）。

- 地図は画面に表示されないが、目的地までは車のウインカーで誘導してくれる。またライフ、弾丸数が画面に表示されない。

- ライフはダメージによる出血の具合で判断するが、死亡直前に画面上に警告表示される。また負傷した際は壁に腕を接触させて動かずにいれば回復する。

## ストーリー
ギャングの元メンバーであるマーク・ハモンドは家族と平凡な生活をしていたが、ある日突然、マフィアの首領であるチャーリー・ジョルソンによって妻が殺害され息子が誘拐される。事件を目撃したハモンドは敵のアジトに乗り込むが気絶させられ、気がつくと車の中に倒れていた。ジョルソンにより、息子の命と引き換えに危険な仕事に従事させられる。
もう一方の主人公であるフランク・カーターはロンドン警察の警察官。チャーリーを逮捕するため上司の命令を無視してまで職務に遂行する。

## 登場人物

### 主人公
マーク・ハモンド（Mark Hamond）
本作品の主人公。コリンズ・ギャングの元メンバー。現在はギャング世界から引退して家族と平凡な生活をしていたが、突然妻が殺害されて、息子が誘拐される。さらに妻殺害容疑がかけられてしまう。息子を救出するため、彼はチャーリーの依頼される仕事を受けざるを得なくなる。また、以前所属していたコリンズ・ギャングのメンバーを殺害、他のマフィアグループにも多大な損害を与えたため、コリンズや他のグループの怒りを買ってマークの息子が監禁されていた貨物船に侵入して息子を助け出した際に彼らに拘束され、殺害直前までいったがマークがコリンズに事情を説明しお互い話し合いの末もう二度とロンドンに戻らないとの条件にマークは同意した。同時に他のマフィア・グループもこの提案に賛成したため、息子・ヤスミンと共に解放される。
フランク・カーター（Frank Carter）
本作の準主人公。マークのミッション終了後に登場。フランクは、ロンドン警察特別捜査隊の隊員。チャーリー逮捕のために全力を注ぐ。捜査中、停職処分を受けるが、それを無視して捜査を続行し、彼の上司であるマッコー・マックがチャーリーと癒着していることを突き止める。
最後はマーク共々貨物船に拘束され、チャーリーが自殺するために起爆スイッチを押して爆発する船から無事脱出する。

### マフィア
チャーリー・ジョルソン（Charlie jolson）
ロンドンの黒社会のボス。強欲非道な性格で、目的のためなら手段を選ばない卑劣漢。マークの妻を殺害し息子を誘拐した張本人。
他のギャング集団をも吸収しようとし、またマークを他のグループに殺害させようとしたが、マークに悪事を暴露され、それが徒になって彼らから敵視されてしまい最後は希望と栄光の国を歌いながら起爆スイッチを押し船にしかけた爆弾で自爆する。
ロンドン市内にある自宅は厳重なセキュリティーシステムが施されている。
ヤスミン（Yasmin）
チャーリーの部下でマークの息子を誘拐した実行犯。
しかし、物語の中盤からマークに協力しチャーリーを追いつめていく。最後はマークと共に船を脱出する。
ニック・コリンズ（Nick Collins）
マークが所属していたコリンズ・ギャングのボス。
マークによって仲間を殺害されたため彼を恨んでいたが、マークがコリンズに事情を説明したため、条件付きで彼を解放した。
また、解放に関してリーとジャマールを説得した。
シャン・チュウ・リー（Shan Cho Lee）
中国マフィア14Kのボス。香港出身。14Kはヘロインの密輸や不法入国の斡旋を行っている。リーは英語を話すことができないので部下が通訳している。普段は広東語で部下達と会話している。
ジャマール（Jamahl）
ジャマイカ系マフィア、ヤーディーのボス。
ロンドンに流通するドラッグのほとんどを制圧している。

### 警察関係者
ジョー（Joe）
フランク・カーターの相棒の刑事。ストーリー前半で負傷してロンドン市内の病院に入院する。上司であるマックとチャーリーの繋がりをつかんだため命を狙われるが、フランクに助けられた。
マッコー・マック（Mc Cormack）
フランクの上司で特別捜査隊のチーフだが、裏ではチャーリーと繋がりがあり賄賂を受け取っている。ストーリー中盤でハモンドによって殺害される。

### その他
リアム（Liam）
マークの友人。彼の息子の居場所を突き止めるためマークに協力する。

## 乗り物
乗り物は60車種以上が登場するが、バイクは無い。
なお登場する乗り物は全て実車である。

### 登場車両
- レクサス・LS

- シビック

- スカイライン GTR

- マーチ

- メルセデス・ベンツ

- アルファロメオ

- サーブ

- レンジローバー - 2ドア仕様

- ダブルデッカー

- ルートマスター

- オースチン

- ロンドンタクシー

- ハイエース

- オペル・ベクトラ - 警察車両

- プジョー・306 - 警察車両

- シトロエン・サクソ

- ジェンセン・インターセプター - クーペが登場。

- ダイハツ・ハイゼット

- トヨタ・MR2  AW11型

- 日産・180SX

## シークレットカー
ロンドン市内には11種類の名車が隠されている。
これらの車は全て高性能なものばかりであり、ミッション、フリーモードのどちらでも入手可能なものから、ミッションのみ入手可能、フリーモードのみ入手可能なものがある。

## 武器
- ピストル
- ショットガン
- AK-47
- MP5
- 警棒
- 肉切り包丁
- バット
- バール

## シリーズ作品
2004年11月には続編『ゲッタウェイ ブラックマンデー』が発売され、日本版はセガから発売された。2005年5月に、PLAYSTATION 3にてシリーズ3作目となる、『The Getaway 3』の開発も発表されていたが、2008年6月4日に開発中止の報告がなされた。しかし、2009年10月に開発中止ではなく、保留状態に置かれる事が報告された。 
また、2006年に海外版のPlayStation Portableにて、スピンオフとなる『Gangs of London』がある。